# جو نولان (لاعب كرة قاعدة)
جو نولان (بالإنجليزية: Joe Nolan)‏ هو لاعب كرة قاعدة أمريكي، ولد في 12 مايو 1951 في سانت لويس في الولايات المتحدة.

## وصلات خارجية
- جو نولان على موقعبيزبول رفرنس.كوم (الدوري الرئيسي) (الإنجليزية)
- جو نولان على موقع مشجعي الرسوم البيانية (الإنجليزية)